# Acer palmatum
Acer palmatum, conhecido popularmente como bordo japonês (Japonês:  紅葉, momiji, ou irohamomiji, イロハモミジ )  é uma espécie de bordo nativa ao Japão, Coreia do Sul e à China.

## Características

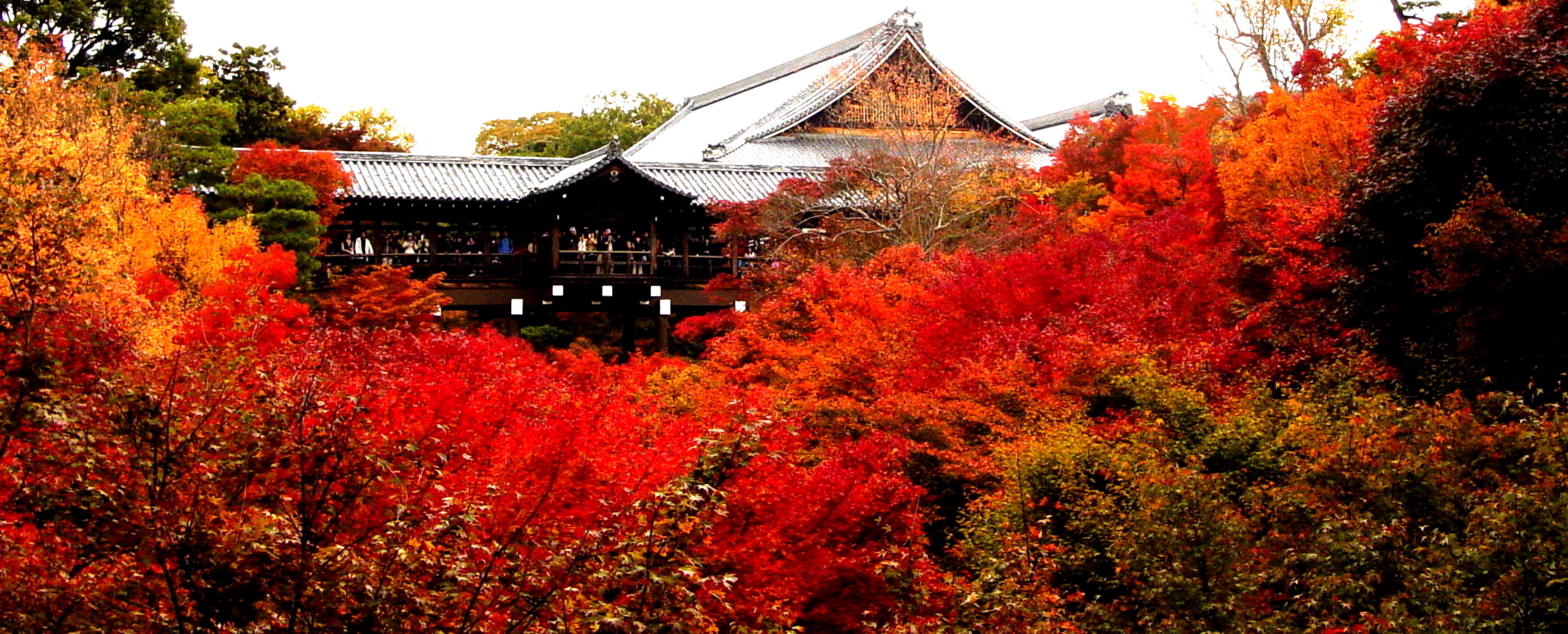
Bordos japoneses durante outono.

O bordo japonês é uma pequena árvore decídua. Sua altura varia entre 6 e 10 metros. Em alguns casos, pode chegar até a 16m, mas é raro. Suas folhas são 4 cm longas e 12 cm largas. O bordo japonês e espécies similares requerem estratificação para germinarem.
O Acer palmatum é uma das melhores espécies para fazer bonsai, dado o tamanho das suas folhas, que fica muito facilmente proporcional ao tamanho da planta. A coloração das suas folhas sofre alterações bastante intensas ao longo das estações do ano, variando desde verde vivo, passando por amarelo e chegando a vermelho intenso antes da queda da folha no outono.

## Cultivo
O bordo japonês tem sido cultivado em áreas temperadas ao redor do mundo desde o século XIX. Suas sementes são populares na maioria das lojas arboricultoras, mesmo no Brasil. O cultivar mais popular é o das folhas vermelhas.

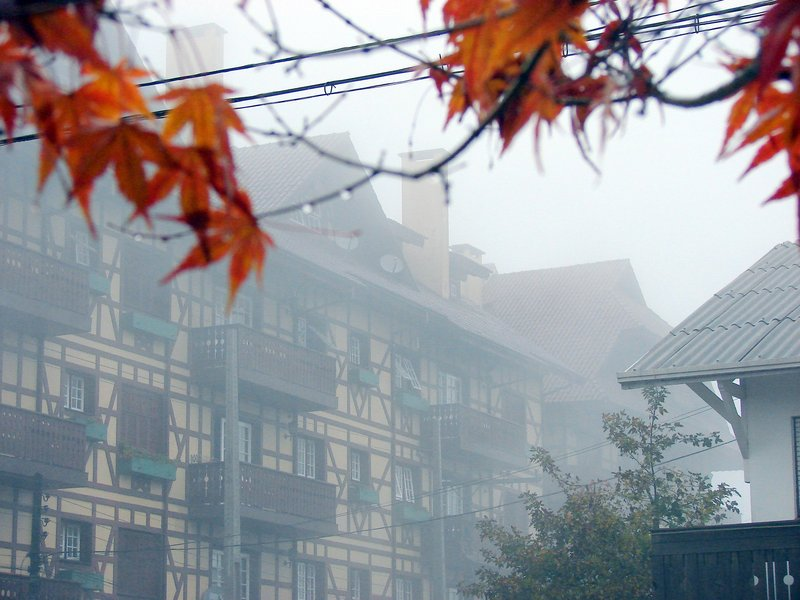
Bordo japonês em Gramado, Rio Grande do Sul.

### Condições de crescimento
Como a maioria dos bordos, o bordo japonês é bem adaptável, mas cresce melhor em solos profundos, bem-drenados e férteis.  O bordo japonês cresce bem em áreas temperadas, como o sul do Brasil, e em climas tropicais de altitude, como as mais conhecidas cidades da serra Fluminense (Petrópolis, Nova Friburgo, Teresópolis).
Localização no verão: A planta requer sombra parcial ou total, principalmente durante o período da tarde, que é quando o calor se torna mais intenso. Deve proteger-se do vento todo o ano.
Localização no inverno: O bordo japonês aguenta muito bem o frio, desde que não esteja à mercê do vento frio. A uma temperatura superior a -10 °C não haverá problema. Calor excessivo durante o inverno pode fazer a árvore desfolhar demasiado cedo, o que pode ser extenuante.

### Rega
As regas no verão devem ser frequentes, tendo-se o cuidado de não deixar a terra encharcada, pois isso pode causar fungos e adoecer a planta. Recomenda-se regar sempre que a superfície da terra estiver seca.
No inverno, proteger a planta da chuva e do frio, e redobrar as atenções, uma vez que esta estação propicia o surgimento de fungos.

### Envasamento
Os bordos japoneses requerem um solo bem drenado, no entanto o mais indicado é o de akadama japonês puro.[carece de fontes?]

## Espécies similares
1. Acer duplicatoserratum
2. Acer japonicum
3. Acer pseudosieboldianum
4. Acer shirasawanum
5. Acer sieboldianum

Muitas vezes o bordo japonês é confundido com uma destas espécies, e, erroneamente, acaba-se chamando estas outras espécies de bordo japonês.

## Galeria de fotos

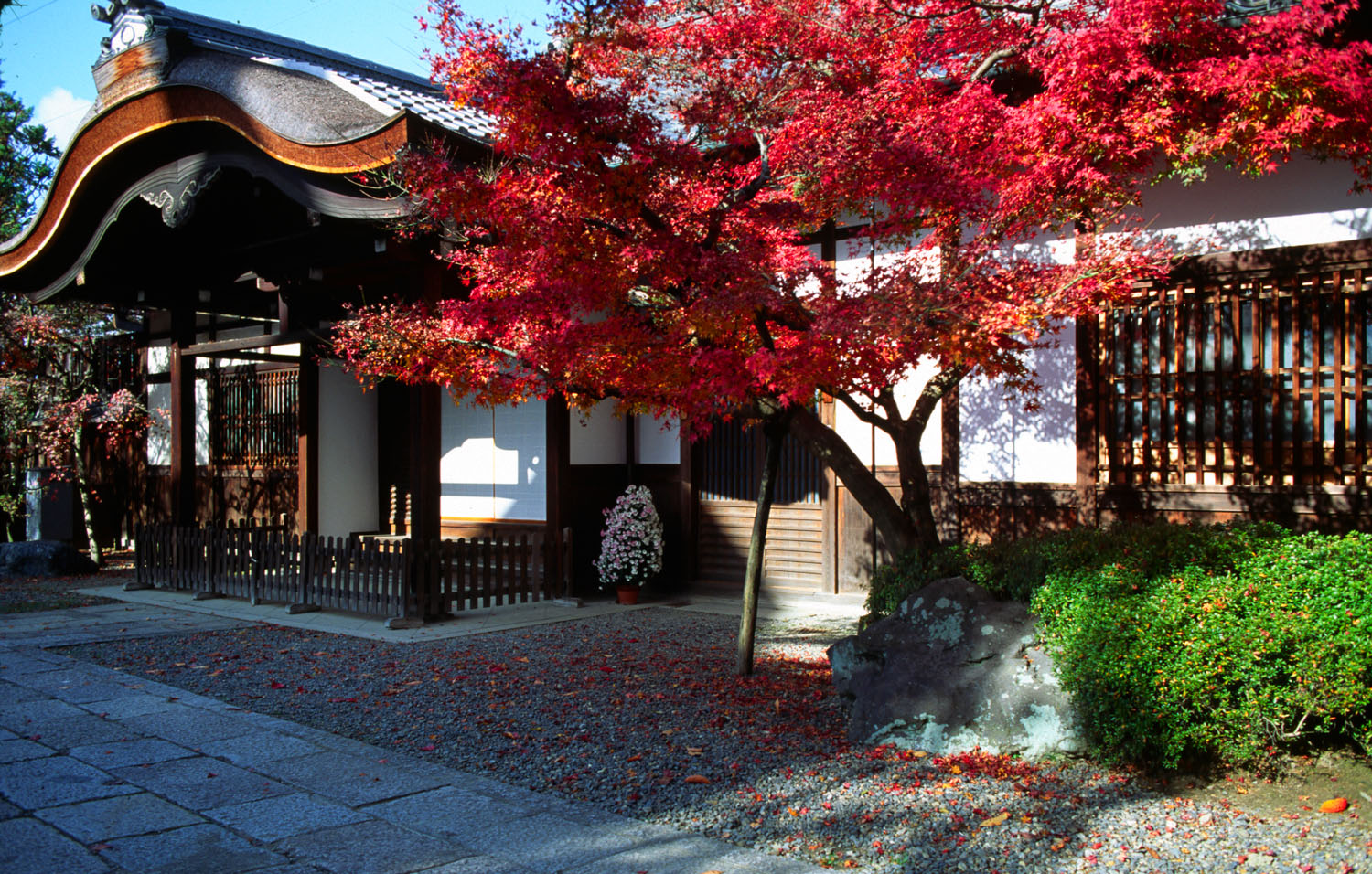
Bordo japonês no outono.
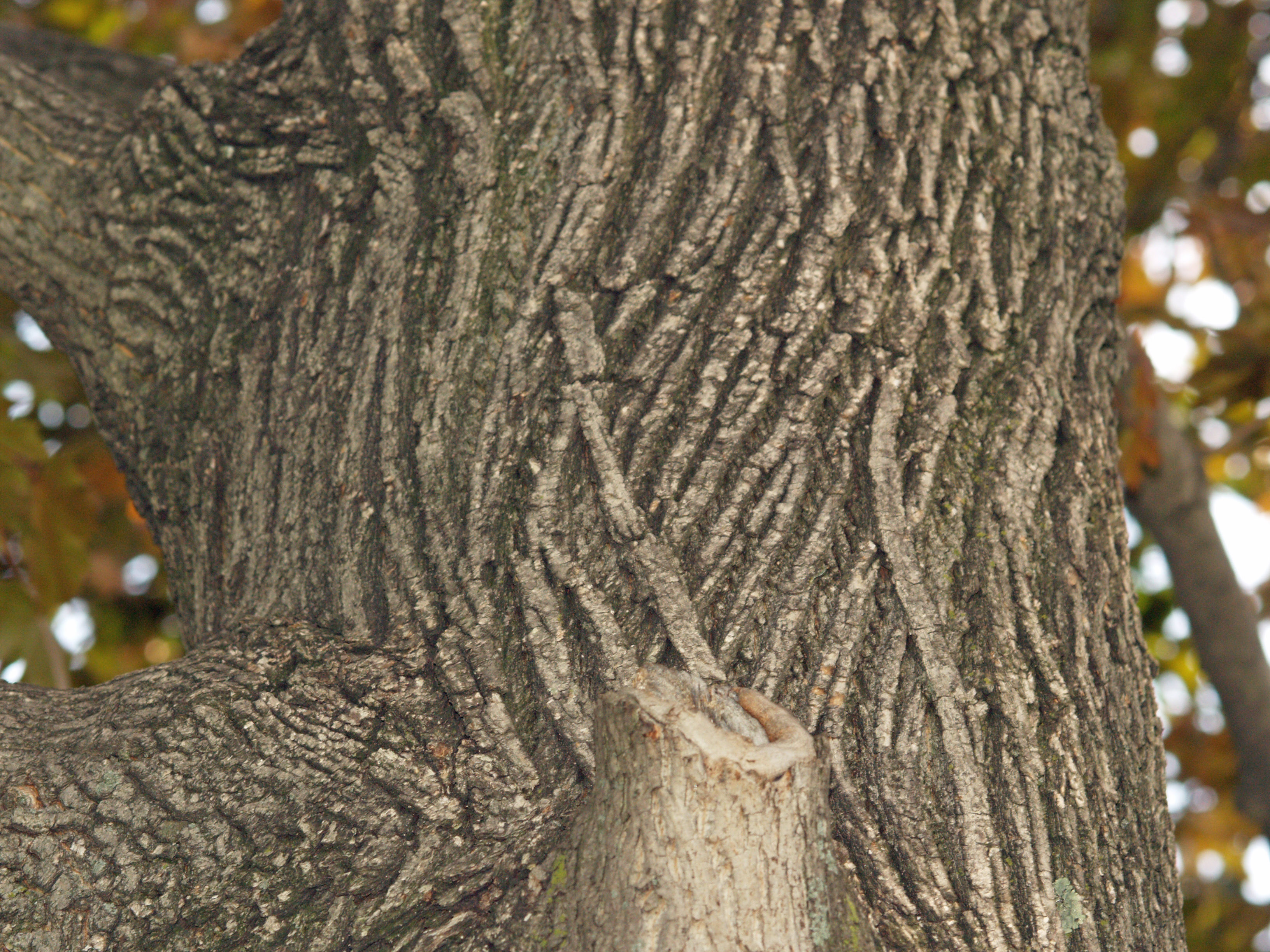
Ritidoma do bordo japonês
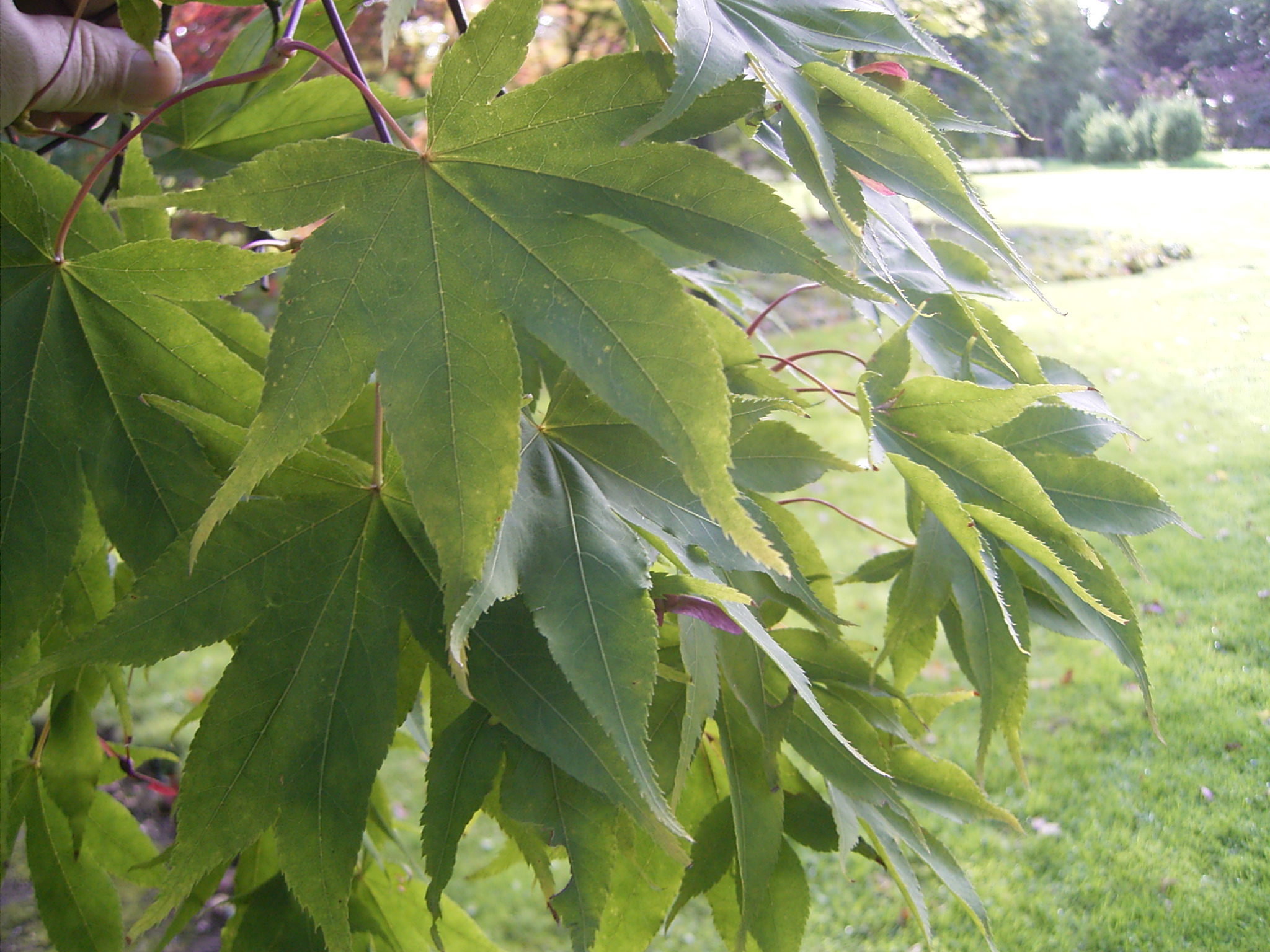
Folhagem do bordo japonês
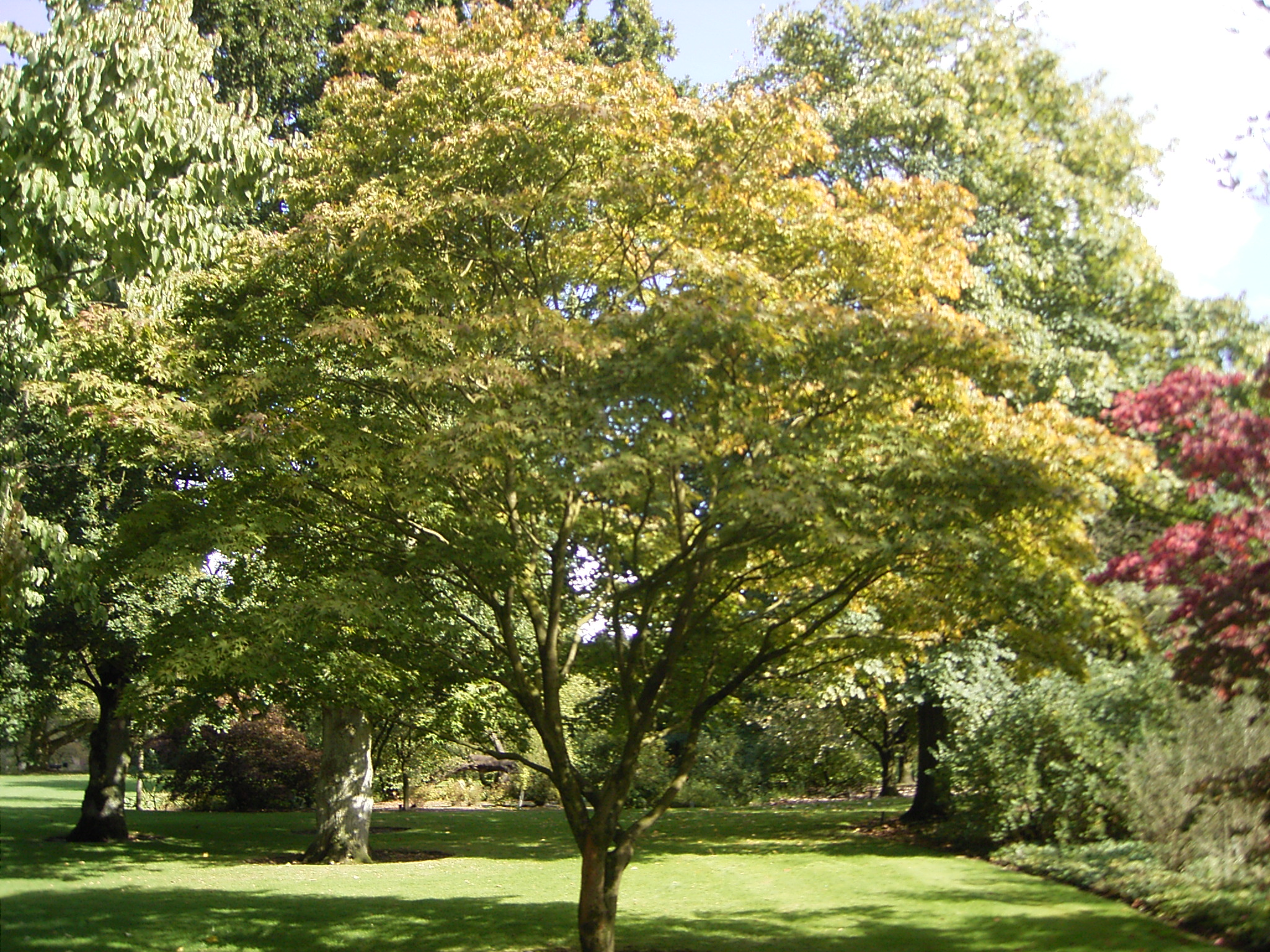
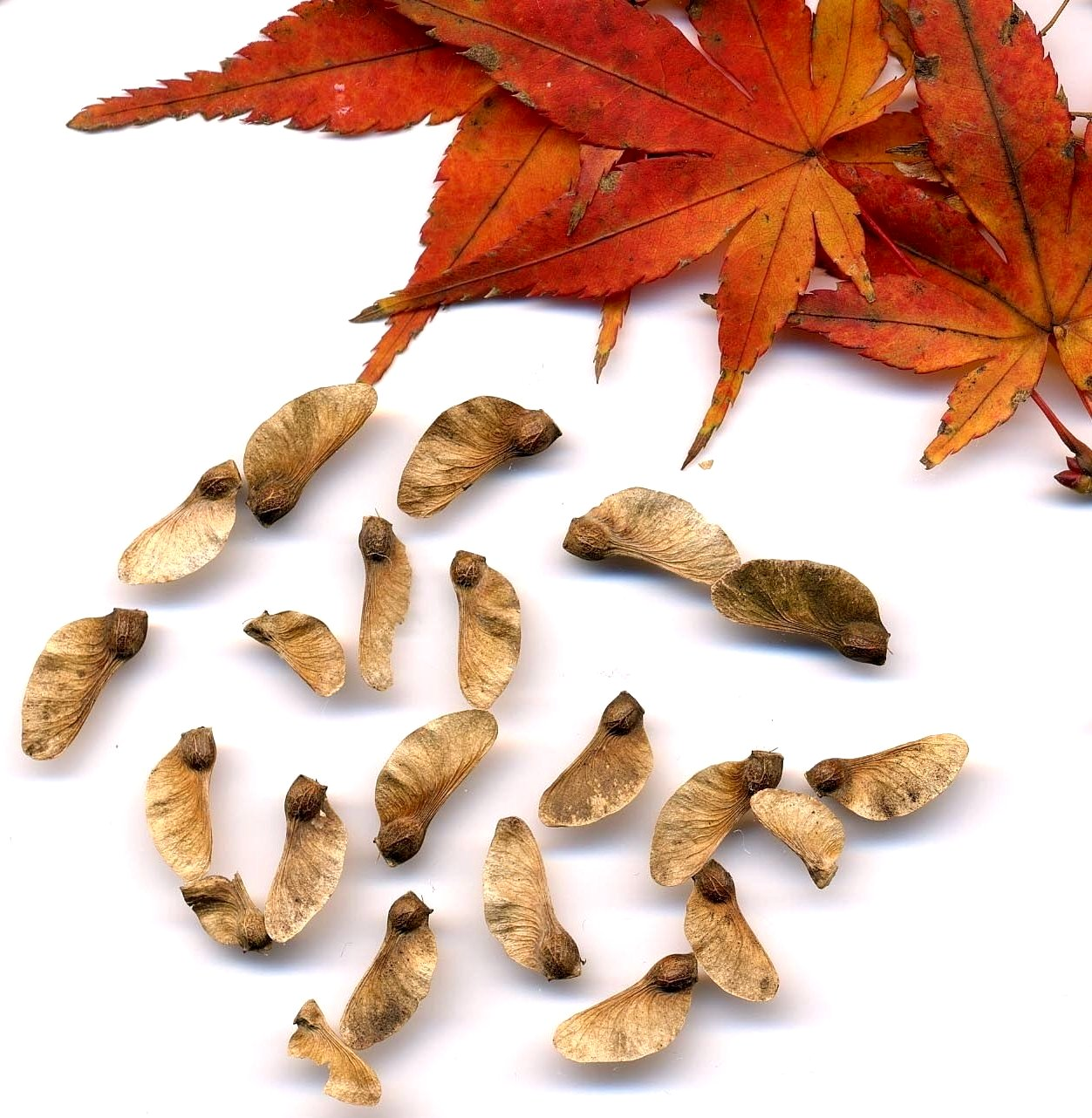
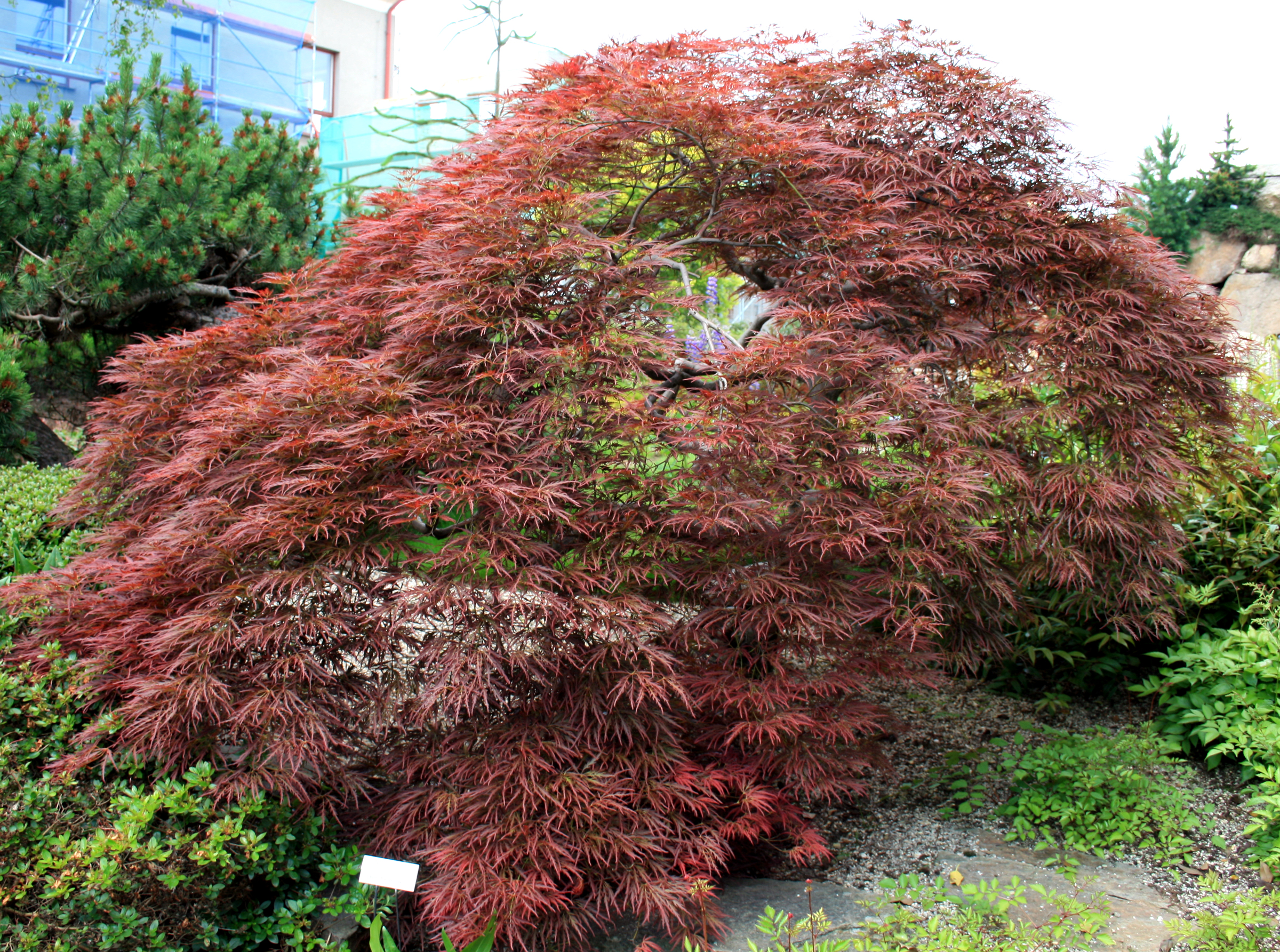
Varieta ornatum, bot. garden Liberec